# Acantholimon saxifragifolium
Acantholimon saxifragifolium är en triftväxtart som beskrevs av Karl Heinz Rechinger och Mogens Engell Köie. Acantholimon saxifragifolium ingår i släktet Acantholimon och familjen triftväxter. Inga underarter finns listade i Catalogue of Life.